# Edouard Godin
Edouard Florent Godin (Hoei, 1 juni 1792 - Namen, 13 maart 1864) is een Belgisch volksvertegenwoordiger.

## Levensloop
Godin was een zoon van Jean Godin en Catherine Lemaire. Hij was getrouwd met Anne Dechaux.
Godin promoveerde tot ingenieur aan de École Polytechnique in Parijs in 1812. Hij werd:
- ingenieur 2de klas in Aarlen (1819-1833),
- ingenieur 1ste klas in Aarlen (1833-1837),
- hoofdingenieur 2de klas in Namen (1837-1843),
- hoofdingenieur 1ste klas (1843-1857).

In 1857 werd hij verkozen tot liberaal volksvertegenwoordiger voor het arrondissement Namen en vervulde dit mandaat tot in 1859.